# Robert Paul (lekkoatleta)
Robert Paul (ur. 20 kwietnia 1910 w Biganos, zm. 15 grudnia 1998 w Pessac) – francuski lekkoatleta specjalizujący się w biegach sprinterskich i skoku w dal, medalista mistrzostw Europy, uczestnik igrzysk olimpijskich.
Pierwszy występ Francuza na arenie międzynarodowej miał miejsce w 1934 roku podczas I Mistrzostw Europy w Turynie. Na dystansie 100 metrów, z nieznanym czasem, zajął trzecie miejsce w swoim biegu eliminacyjnym czym zakwalifikował się do fazy półfinałowej. W drugim półfinale, z czasem 11,0 sekund, zajął ostatnie, szóste miejsce. W konkursie skoku w dal zajął czwarte miejsce z wynikiem 7,16 metra. W sztafecie 4 × 400 metrów, Paul biegł na pierwszej zmianie. Sztafeta francuska zajęła w finale drugie miejsce, ustanawiając nowy rekord Francji czasem 3:15,6.
Paul reprezentował Francję podczas XI Letnich Igrzyskach Olimpijskich w 1936 roku w Berlinie, gdzie wystartował w trzech konkurencjach. W biegu na 100 metrów, z czasem 11,0 sekund, zajął w swoim biegu eliminacyjnym trzecie miejsce, co oznaczało dla Francuza koniec udziału w zawodach. W konkursie skoku w dal Paul, z wynikiem 7,34 metra, zajął ósme miejsce. W sztafecie 4 × 100 metrów Paul biegł na czwartej zmianie. W fazie eliminacyjnej Francuzi zajęli piąte miejsce w swoim biegu eliminacyjnym z czasem 42,6, czym odpadli z dalszej rywalizacji.
Był mistrzem Francji w skoku w dal w latach 1931–1936, w biegu na 100 metrów w latach 1934–1936, w biegu na 200 metrów w 1933] i w trójskoku w 1937 i 1938, wicemistrzem w skoku w dal w 1930, 1937 i 1941 oraz w biegu na 100 metrów w 1933, a także brązowym medalistą w skoku w dal w 1929, w biegu na 200 metrów w 1932 i w biegu na 400 metrów w 1934.
Siedmiokrotnie  poprawiał rekord Francji w skoku w dal do wyniku 7,70 m, uzyskanego 4 sierpnia 1935 w Colombes i raz w sztafecie 4 × 400 metrów czasem 3:15,6 (9 września 1934 w Turynie).
Reprezentował barwy paryskiego klubu Racing Club de France.

## Rekordy życiowe
- bieg na 100 metrów – 10,6 (1933)
- skok w dal – 7,70 (1935)